# فورد 1952
فورد 1952 (بالإنجليزية: 1952 Ford)‏ هي سيارة من صناعة شركة فورد أنتجت في 1952.

## معرض صور

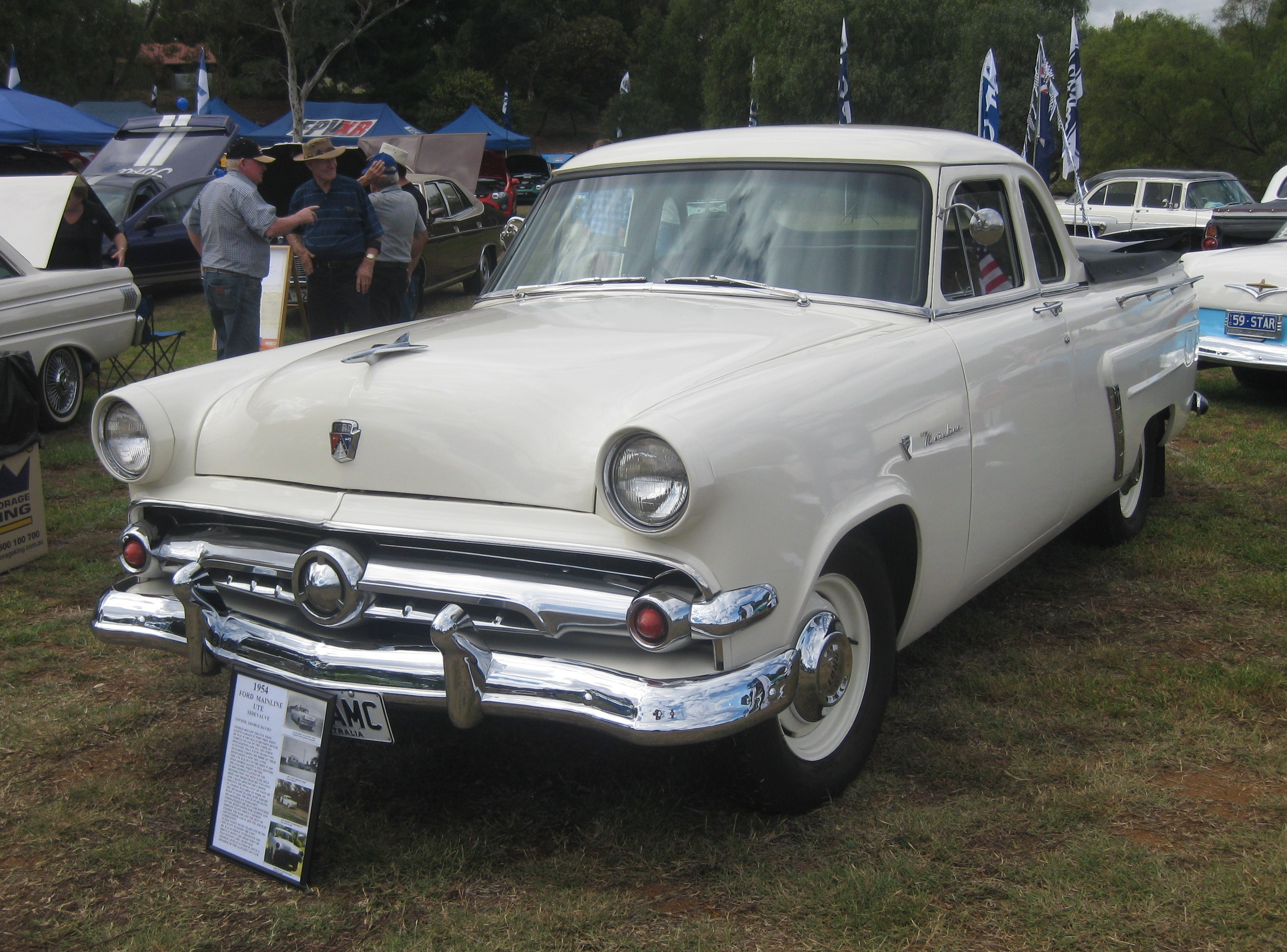
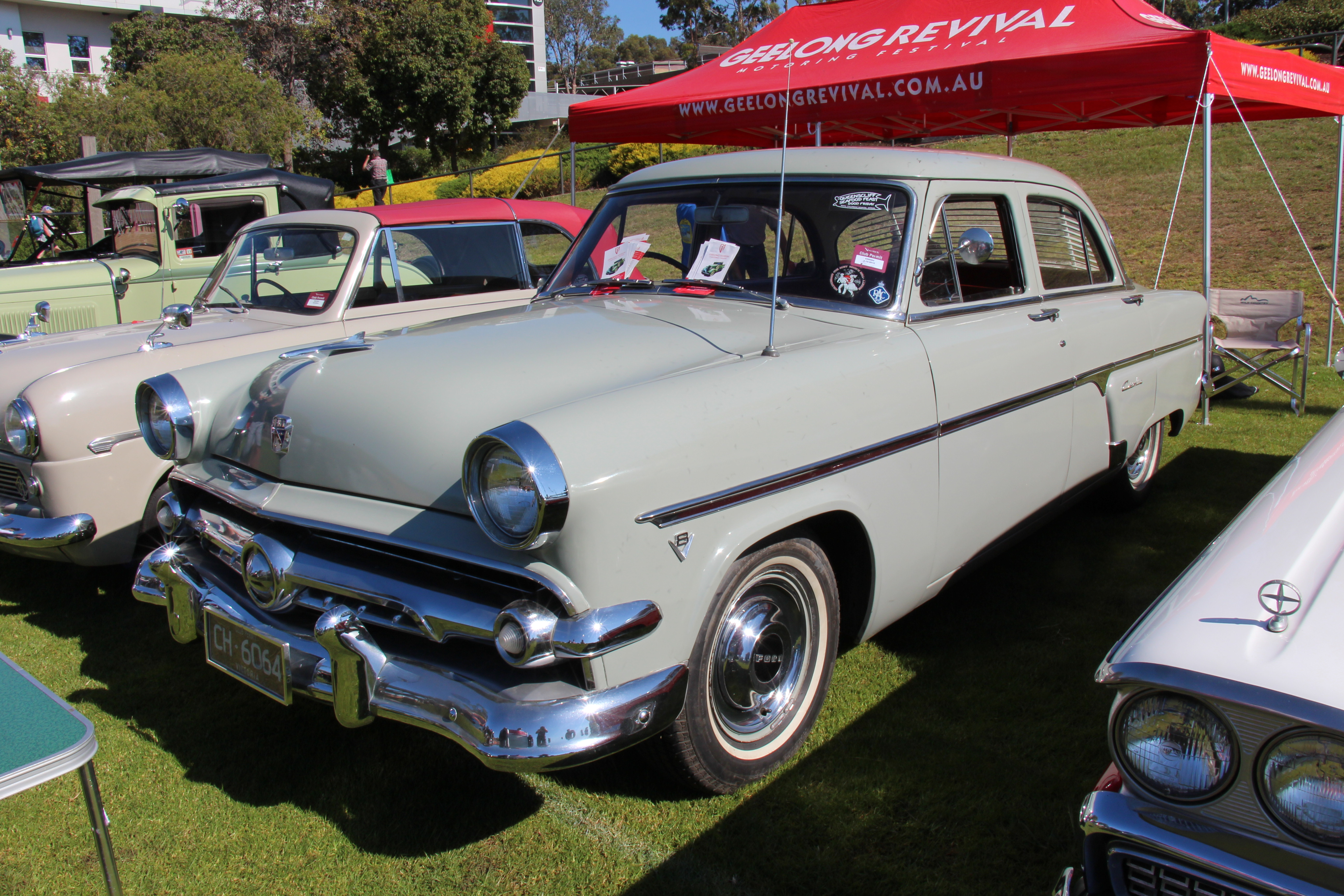
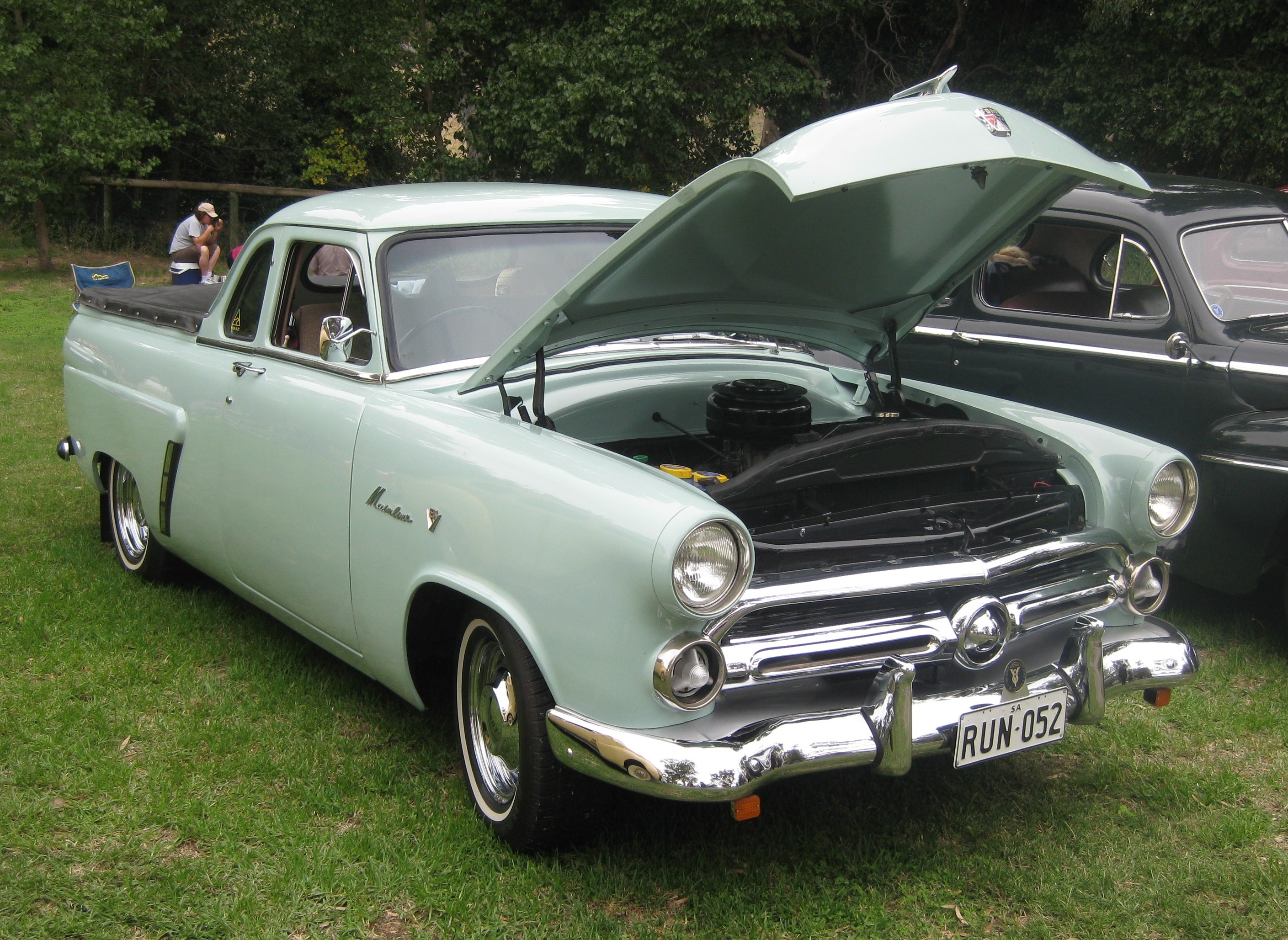